# Київський майдан (Луцьк)
Ки́ївський майда́н — одна з центральних площ Луцька.

## Історія
Київський майдан (або Київська площа) являє собою розвилку двох давніх вулиць Дубнівської (направо) і Рівненської (наліво). На початку XX століття це роздоріжжя знаходилося у селі Дворець, яке тоді ж і приєднали до Луцька. Вулиця, де тепер розмістився Київський майдан, називалася Кременецька чи Дворецька. Для влаштування майдану старе сільське кладовище і частину Кременецької (Дворецької) вулиці знесли. Так відбувалося розширення міста на схід.
На розі Рівненської та Дубнівської розташовувався кінотеатр «Комсомолець», який був знесений за часів незалежності й на його місці так нічого й не побудовано. У свій час перед кінотеатром стояли пам'ятники: Хмельницькому, Чкалову, Робітник і колгоспниця.

## Розташування
До Київського майдану примикають вулиці Дубнівська, Рівненська, Задворецька, проспект Волі, вулиці Кременецька та Костопольська.

## Будівлі
На майдані розташовано:
- Волинська обласна державна адміністрація
- Державна податкова адміністрація у Волинській області
- Пам'ятний знак борцям за волю і незалежність України.

## Галерея

Пам'ятний знак борцям за волю і незалежність України
Пам'ятник Хмельницькому на розвилці Рівненської та Дубнівської
Розвилка Рівненської та Дубнівської із пам'ятником Чкалову
Розвилка Рівненської та Дубнівської із пам'ятником Робітнику і Колгоспниці